# Vojlovica
Vojlovica – wieś w Chorwacji, w żupanii virowiticko-podrawskiej, w gminie Čačinci. W 2011 roku liczyła 18 mieszkańców.